# Svartpittor
Svartpittor (Melampittidae) är en liten familj av ordningen tättingar. Familjen beskrevs först 2004 av Richard Schodde och Leslie Christidis och omfattar bara två arter endemiska för Nya Guinea:
- Större svartpitta (Megalampitta gigantea)
- Mindre svartpitta (Melampitta lugubris)

## Systematik
De två arternas taxonomiska placering har länge varit omdiskuterad. Utifrån deras yttre likheter med de suboscina pittorna placerade Hermann Schlegel den mindre svartpittan inom den familjen när han beskrev arten 1871. Namnet melampitta härstammar från antika grekiskans melas- som betyder "svart" tillsammans med släktnamnet "Pitta". När Ernst Mayr visade att deras syrinx hade strukturen hos de oscina fåglarna flyttades släktet först till timaliorna, vilket var ett klassiskt papperskorgstaxon där en mängd svårplacerade taxa placeradess, senare till marksmygarna och sen tillsammans med prakttrastar och snärtfåglar där de fortfarande placerades i 2007 års upplaga av Handbook of the Birds of the World).
Utifrån studier av data från DNA-DNA-hybridisering placerade Sibley och Ahlquist släktet tillsammans med arterna inom Paradisaeidae. Frith och Frith menade att denna placering inte stämde utifrån beteende och biologi. Flera sentida studier har visat att de inte är besläktade med prakttrastar och snärtfåglar, utan genomgående påvisa att de istället utgör ett systertaxa till en grupp som omfattar drongor, solfjäderstjärtar, monarker, murarkråkor, apostelfågeln och återigen paradisfåglarna.
De flesta auktoriteter placerade tidigare de båda arterna i samma släkte, även om de skiljer sig på en rad sätt, speciellt morfologiskt. Efter studier 2014 av Schodde och Christidis flyttades större svartpitta till det egna släktet Megalampitta. Studien indikerar att de båda arterna kanske till och med borde separeras i var sin familj.

## Utbredning och habitat

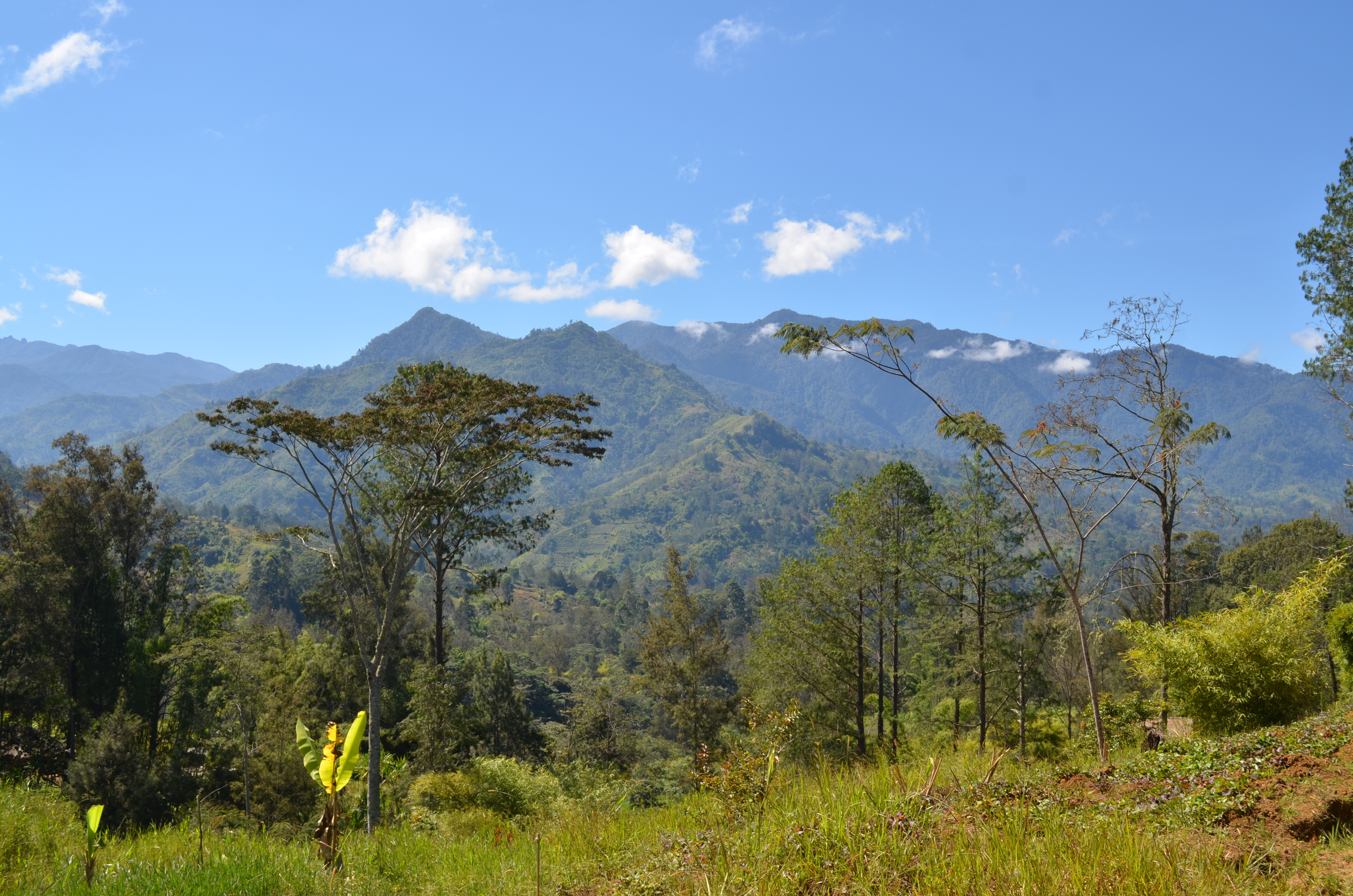
Svartpittorna förekommer på höglandet i Nya Guinea.

Svartpittorna förekommer i Nya Guineas regnskog, främst i bergsområden där mindre svartpitta uppträder upp till 3 500 meter över havet, men vanligtvis på runt 2 000–2 800 meter över havet. Den större svartpittan förekommer endast i områden med skrovlig kalkstenskarst med djupa hålor där den övernattar och till och med häckar. I Kumawabergen förekommer den på mellan 650 och 1 400 meters höjd. Båda arterna har ett osammanhängande utbredningsomårde över Nya Guinea, och större svartpitta är generellt en sällsynt fågel som sällan observeras, även om det kan bero på att den lever i områden som sällan besökts av människan.